# Draft NFL 1967
Il Draft NFL 1967 si è tenuto dal 14 al 15 marzo 1967. Questo fu il primo draft in cui National Football League e American Football League tennero un draft comune.

## Primo giro
|  | = Pro Bowler |  | = AFL All-Star |  |  | = Hall of Famer |

| Scelta # | Squadra                               | Giocatore       | Ruolo            | College         |
| -------- | ------------------------------------- | --------------- | ---------------- | --------------- |
| 1        | Baltimore Colts NFL (Dai New Orleans) | Bubba Smith     | Defensive tackle | Michigan State  |
| 2        | Minnesota Vikings NFL                 | Clinton Jones   | Running back     | Michigan State  |
| 3        | San Francisco 49ers NFL               | Steve Spurrier  | Quarterback      | Florida         |
| 4        | Miami Dolphins AFL                    | Bob Griese      | Quarterback      | Purdue          |
| 5        | Houston Oilers AFL                    | George Webster  | Linebacker       | Michigan State  |
| 6        | Denver Broncos AFL                    | Floyd Little    | Running Back     | Syracuse        |
| 7        | Detroit Lions NFL                     | Mel Farr        | Running Back     | UCLA            |
| 8        | Minnesota Vikings NFL                 | Gene Washington | Flanker          | Michigan State  |
| 9        | Green Bay Packers NFL                 | Bob Hyland      | Offensive Guard  | Boston College  |
| 10       | Chicago Bears NFL                     | Loyd Phillips   | Defensive end    | Arkansas        |
| 11       | San Francisco 49ers NFL               | Cas Banaszek    | Tight end        | Northwestern    |
| 12       | New York Jets AFL                     | Paul Seiler     | Offensive Guard  | Notre Dame      |
| 13       | Washington Redskins NFL               | Ray McDonald    | Running Back     | Idaho           |
| 14       | San Diego Chargers AFL                | Ron Billingsley | Defensive Tackle | Wyoming         |
| 15       | Minnesota Vikings NFL                 | Alan Page       | Defensive End    | Notre Dame      |
| 16       | St. Louis Cardinals NFL               | Dave Williams   | Flanker          | Washington      |
| 17       | Oakland Raiders AFL                   | Gene Upshaw     | Offensive Guard  | Texas A&I       |
| 18       | Cleveland Browns NFL                  | Bob Matheson    | Linebacker       | Duke University |
| 19       | Philadelphia Eagles NFL               | Harry Jones     | Running Back     | Arkansas        |
| 20       | Baltimore Colts NFL                   | Jim Detwiler    | Running Back     | Michigan        |
| 21       | Boston Patriots AFL                   | John Charles    | Defensive back   | Purdue          |
| 22       | Buffalo Bills AFL                     | John Pitts      | Defensive Back   | Arizona State   |
| 23       | Houston Oilers AFL                    | Tom Regner      | Offensive Guard  | Notre Dame      |
| 24       | Kansas City Chiefs AFL                | Gene Trosch     | Defensive Tackle | Miami (FL)      |
| 25       | Green Bay Packers NFL                 | Don Horn        | Quarterback      | San Diego St.   |
| 26       | New Orleans Saints NFL                | Leslie Kelley   | Running Back     | Alabama         |

## Hall of Fame
All'annata 2013, sette giocatori della classe del Draft 1967 sono stati inseriti nella Pro Football Hall of Fame:
- Ken Houston, Defensive Back da Prairie View scelto nel nono giro (214º assoluto) dagli Houston Oilers.

Induzione: Professional Football Hall of Fame, classe del 1986.
- Gene Upshaw, Offensive Guard da Texas A&I taken come 17º assoluto dagli Oakland Raiders della AFL.

Induzione: Professional Football Hall of Fame, classe del 1987.
- Alan Page, Defensive End da Notre Dame taken scelto come 15º assoluto dai Minnesota Vikings, che lo spostarono nel ruolo di defensive tackle.

Induzione: Professional Football Hall of Fame, classe del 1988.
- Bob Griese, Quarterback da Purdue scelto come quarto assoluto dai Miami Dolphins della AFL.

Induzione: Professional Football Hall of Fame, classe del 1990.
- Lem Barney, Defensive Back dalla Jackson State University scelto nel secondo giro (34º assoluto) dai Detroit Lions.

Induzione: Professional Football Hall of Fame, classe del 1992.
- Rayfield Wright, Offensive Tackle dalla Fort Valley State University taken scelto nel settimo giro (182º assoluto) dai Dallas Cowboys.

Induzione: Professional Football Hall of Fame, classe del 2006.
- Floyd Little, Running Back dalla Syracuse University scelto come sesto assoluto dai Denver Broncos della AFL.

Induzione: Professional Football Hall of Fame, classe del 2010.